# Квинт Помпей (консул 141 года до н. э.)
Квинт Помпе́й (лат. Quintus Pompeius; 184 — после 131 гг. до н. э.) — римский политический деятель и военачальник из плебейского рода Помпеев, консул 141 года до н. э. и цензор 131 года до н. э. Был новым человеком, то есть не имел знатных предков. На ранних этапах своей карьеры входил в «кружок Сципиона», с которым позже порвал. После избрания консулом Помпей стал наместником провинции Ближняя Испания. Здесь он воевал с городом Нуманция и после ряда неудач заключил мир на условиях, мягких для противника и позорных для Рима. Когда в провинцию прибыл его преемник, Помпей заявил, что никакого договора не было. Это стало предметом для разбирательства в Риме. Сенат постановил продолжать войну и предложил выдать Помпея нумантинцам, но народное собрание отклонило это предложение.
Позже Помпей смог сблизиться с нобилитетом. В 133 году до н. э. он был в числе самых активных противников народного трибуна Тиберия Семпрония Гракха. Вершиной его карьеры стала цензура 131 года до н. э.
Потомками Квинта Помпея были, согласно одной из гипотез, Помпеи Руфы.

## Биография

### Происхождение
Капитолийские фасты называют преномен отца Квинта — Авл. Это единственное, что точно известно о предках Помпея. Согласно Марку Туллию Цицерону, Квинт происходил из «незначительного и малоизвестного рода» (ходили даже слухи, будто его отец был флейтистом) и не мог опираться в своей карьере на какие-либо заслуги предков. Таким образом, он был новым человеком. Хронограф 354 года приписывает Квинту Помпею когномен Непот.
Существует гипотеза, что старшим братом Квинта был Авл Помпей, предок Помпеев Вифиников: сын Авла был народным трибуном в 102 году до н. э., внук — квестором в 74, а правнук — пропретором в 44 году до н. э.

### Начало карьеры
Рождение Квинта Помпея в историографии датируют предположительно 184 годом до н. э. О ранних этапах его карьеры ничего не известно кроме того, что он, по словам Цицерона, «достиг высших почестей, преодолев неприязнь очень многих людей, величайшие опасности и лишения». Исследователи причисляют его к «кружку Сципиона», членов которого объединяли родственные и дружеские связи, любовь к греческой культуре и планы умеренных реформ. Помпей был приблизительно ровесником руководителя этого «кружка» — Публия Корнелия Сципиона Эмилиана, являвшегося одним из самых авторитетных политиков той эпохи.
Учитывая дату консулата Квинта Помпея и требования закона Виллия, исследователи предполагают, что не позже 144 года до н. э. он занимал должность претора. Аппиан пишет, что во время претуры Помпей воевал в Испании с вождём лузитанов Вириатом, и датирует эти события 143 годом до н. э.; по одной версии, греческий историк спутал преномен Квинт с номеном Квинкций, по другой, Аппиан не ошибался и речь шла о пропретуре.
В любом случае Квинт Помпей должен был к 142 году до н. э. приобрести определённый политический вес и снискать симпатии у плебса; только это сделало возможной его победу на очередных консульских выборах, несмотря на наличие недоброжелателей среди нобилитета. Его врагами были Луций Фурий Фил, братья Гней и Квинт Сервилии Цепионы, братья Метеллы — Квинт Цецилий Метелл Македонский и Луций Цецилий Метелл Кальв. Известно, что Помпей обещал поддержать на консульских выборах кандидатуру Гая Лелия, лучшего друга Сципиона Эмилиана, но обманул своих союзников: в последний момент выяснилось, что он собирает голоса в свою пользу. Согласно Плутарху, Сципион, узнав об этом, рассмеялся и сказал: «Дураки мы, что столько ждали помощи от флейтиста». После этого он демонстративно отказался от дружбы с Помпеем.
Коллегой Помпея по консулату стал один из его недоброжелателей, патриций Гней Сервилий Цепион. Сенат своим особым постановлением сделал провинцией последнего Италию, а Квинт отправился в Ближнюю Испанию. Детали неизвестны. Антиковед Г. Симон предполагает, что Помпей получил свои полномочия тоже в силу особого постановления, принятого либо сенатом, либо народным собранием. Братья Цепионы, «несомненно, пытались помешать этому», но успеха не достигли.

### Наместничество в Испании
Квинт Помпей прибыл в свою провинцию морем. В Ближней Кельтиберии он принял у своего предшественника — Квинта Цецилия Метелла Македонского — командование армией, включавшей 30 тысяч пехотинцев и 2 тысячи всадников. Метелл за два года войны с кельтиберами добился больших успехов: так, в равнинной части региона Риму не подчинялись только два города — Нуманция и Терманция. Взятие первого из них, оказавшего сопротивление римскому наместнику ещё в 153 году до н. э., стало главной задачей для Помпея.

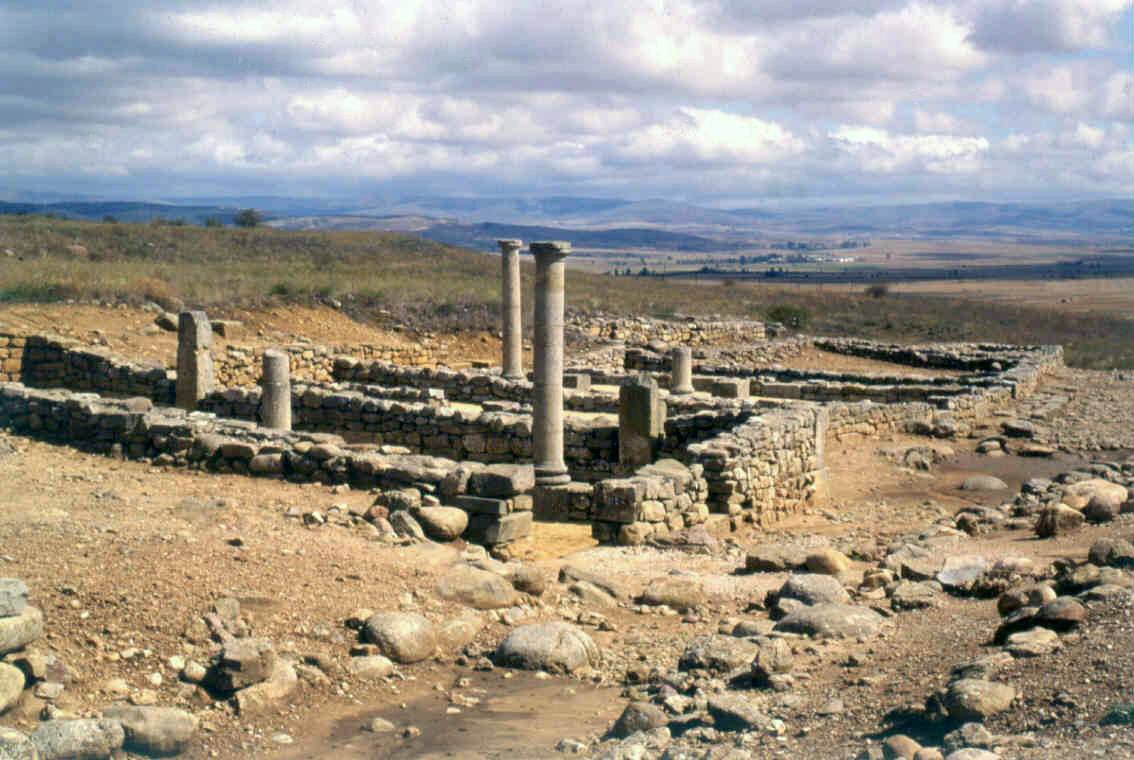
Развалины Нуманции

Наместник сразу обратил свои силы против Нуманции. В первой же стычке его конница понесла чувствительные потери. Нумантинцы дали римлянам сражение на равнине и притворным бегством заманили их в укреплённое предполье; лакуна в тексте Аппиана не позволяет составить полное представление о ходе событий. Убедившись, что легко взять Нуманцию не удастся, консул напал на Терманцию. Но и здесь дела пошли не лучшим образом: за один день римляне понесли поражение в трёх схватках. Они «были так напуганы, что так и ночевали в оружии». Весь следующий день шло ещё одно сражение, в котором ни у одной из сторон не было перевеса. Квинт Помпей объявил о своей победе, но отступил.
Новой целью наместника стал городок Лагний, жители которого уже после нескольких дней осады решили сдать город. В ходе переговоров Помпей потребовал выдать ему 400 нумантинцев, принимавших участие в обороне. Лагнийцы согласились, но нумантинцы узнали об этом и ночью напали на жителей, учинив резню. Римляне, услышав шум, приставили лестницы к стенам и взяли город; Лагний был разрушен, вся знать перебита. 200 уцелевших нумантинцев Помпей отпустил — отчасти из сочувствия, отчасти надеясь на примирение с Нуманцией. До конца года консул разбил банды некоего Тангина, грабившего земли дружественных Риму эдетанов; возможно, речь идёт об очередном лузитанском набеге. Множество воинов Тангина попало в плен и было затем продано в рабство. Помпей же расположился в землях эдетанов на зимовку.
В начале 140 года до н. э. полномочия Помпея в провинции были продлены. Весной он опять осадил Нуманцию. На этот раз наместник хотел полностью отрезать город от окружающего мира, чтобы взять его измором, и для этого попытался отвести русло реки, которая текла рядом. Осаждённые предпринимали энергичные вылазки, в которых регулярно заставляли римлян отступить. В результате установить блокаду не получалось, а боеспособность армии Помпея снижалась из-за потерь; к тому же большая часть его воинов во время этой кампании была заменена неопытными новобранцами, поскольку прослужила в Испании бессменно шесть лет. До конца года достичь каких-либо успехов не удалось. Чтобы не отступать, Помпей расположил армию на зимовку прямо в лагере, но это стало причиной для серьёзных лишений. Римляне во множестве гибли от холода, болезней и оружия нумантинцев. В конце концов проконсулу пришлось увести войско в какие-то города.
Поскольку жители Нуманции и Терманции были утомлены затянувшейся войной, вскоре начались переговоры о мире. Помпей официально потребовал капитуляции, но втайне согласился на уступки: в обмен на выдачу пленных, перебежчиков и заложников, а также 9 тысяч плащей, 3 тысячи шкур, 800 боевых коней и 30 талантов серебра он признал кельтиберов «друзьями и союзниками римского народа». Весной 139 года до н. э., когда в провинцию прибыл новый наместник, Марк Попиллий Ленат, договор уже был заключён, и Помпею оставалось получить только часть контрибуции. Но своему преемнику он заявил, что не делал уступок испанцам и что в действительности имела место капитуляция как единственный приемлемый для Рима вариант. Прямо в присутствии Марка Попиллия развернулись препирательства между нумантинцами и Помпеем: последний настаивал на том, что никаких договорённостей не было, а его оппоненты ссылались на префектов и военных трибунов как свидетелей. В конце концов Ленат отправил нумантинцев в Рим для дальнейшего разбирательства. Туда же уехал и Помпей.

### Проблема «Помпеева мира»
Римский сенат на очередном заседании выслушал Помпея и нумантинцев. Квинт по-прежнему утверждал, что не делал кельтиберам никаких уступок и не давал гарантий, а вместо этого принял безоговорочную капитуляцию. Вторая сторона говорила о заключённом договоре. Г. Симон предполагает, что вряд ли Помпею удалось кого-то убедить в своей правоте. Многочисленные враги незадачливого наместника высказывались о его поведении в самых резких выражениях и требовали выдать его нумантинцам; Помпей ожесточённо защищался, понимая, что речь идёт не только о его политическом будущем, но и о жизни. Предположительно именно к его речи восходит рассказ Валерия Максима о том, что Метелл Македонский прежде, чем передать армию Помпею, демобилизовал всех желающих, позволил разграбить магазины с провиантом и даже переломал стрелы и копья. Таким образом Помпей пытался взвалить всю вину на злой умысел своего предшественника.
Сенаторы решили продолжать войну. Чтобы сохранить видимость соблюдения правовых норм, они предложили выдать нумантинцам Помпея как единственного человека, виновного в заключении неправомерного договора. Предположительно соответствующий законопроект поступил на рассмотрение народного собрания, но на этом этапе сыграла свою роль популярность Помпея у плебса: Квинт мог убедить народ в том, что его версия событий более правдива, к тому же он обратился к собравшимся с «мольбами». В результате законопроект был отклонён.
Для Помпея история на этом не закончилась. В 138 году до н. э. он стал фигурантом процесса о вымогательстве, на котором обвинителями были братья Цепионы и братья Метеллы. Формальные основания для обвинения неизвестны. Цицерон и Валерий Максим сообщают, что знатность и влиятельность оппонентов Помпея не оказала ожидаемого воздействия на судей, и был вынесен оправдательный приговор.
В 137 году до н. э., когда очередной наместник Ближней Испании Гай Гостилий Манцин заключил ещё один позорный для Рима договор с Нуманцией, о Помпее опять вспомнили. Манцин, чтобы оправдаться в глазах сената, утверждал, что его армия была небоеспособна из-за деятельности Помпея и что понесённое им поражение — закономерное следствие нарушения старого договора. Поскольку сенат предложил выдать Гая Гостилия врагу, случай с Квинтом либо приобретал силу прецедента и становился аргументом в пользу Манцина либо подлежал пересмотру. Но Манцин не смог использовать эту ситуацию: его выдали нумантинцам, а Помпей опять избежал возможного наказания.

### Поздние годы
В 136 году до н. э., когда консулом стал Луций Фурий Фил, Квинт Помпей, будучи его «рьяным недругом», упрекал Луция в чрезмерном желании отбыть в свою провинцию и за это был своеобразно наказан: консул назначил его своим легатом, так что Помпею пришлось снова ехать в Испанию. Его коллегой по этой миссии стал ещё один враг — Метелл Македонский (136 год до н. э.). Существует гипотеза, что эта поездка стала началом сближения Помпея с нобилитетом: уже в 133 году до н. э. Квинт был сторонником сената в его противостоянии народному трибуну Тиберию Семпронию Гракху. Помпей жил рядом с Тиберием и заявил перед народным собранием, будто сам видел, как Гракху доставили диадему и багряницу царя Аттала; он представил это как доказательство претензий трибуна на царскую власть в Риме. В ответ на предложение Тиберия передать наследство Аттала в распоряжение римского народа Помпей поклялся, что привлечёт его к суду сразу по истечении срока магистратуры. Согласно альтернативной версии, речь здесь идёт о другом политике с тем же именем — народном трибуне 132 года до н. э.
Двумя годами позже (в 131 году до н. э.) Помпей достиг вершины своей карьеры: он стал цензором вместе со своим былым врагом Метеллом Македонским. Впервые оба цензора были плебеями. Известно, что в течение срока их полномочий умер принцепс сената Аппий Клавдий Пульхр, и они сделали его преемником Луция Корнелия Лентула Лупа.

## Потомки
Предположительно Квинт Помпей поздно женился. Цицерон упоминает его внука Гая Сициния, «умершего в квесторском звании»; следовательно, у Квинта была дочь. Существуют гипотезы, что сыном Квинта был Квинт Помпей Руф, консул 88 года до н. э., или Квинт Помпей, народный трибун 132 года до н. э.

## Оценки
Античные авторы единодушно признают договор, заключённый Квинтом Помпеем с кельтиберами, постыдным. Согласно Цицерону, Помпею были присущи ум, рассудительность и предусмотрительность. Благодаря этим качествам он вышел из тяжёлой ситуации, связанной с нумантийской войной, но при этом потерял порядочность, стыд и верность слову. Результатом стало моральное падение — как его личное, так и всей республики. Назвав Помпея «хитрым злодеем», Цицерон дал ему следующую характеристику в связи с его отрицанием договора с нумантинцами:

Такой человек вовсе не страшится чего угодно, но прежде всего ни во что не ставит муки совести, подавить которые не представляет для него никакого труда. Ведь тот, кого называют скрытным и неискренним, весьма далек от того, чтобы обвинять самого себя; более того, он сумеет даже показаться страдающим от недостойного поступка кого-то другого. А что иное можно назвать изворотливостью?
— Марк Туллий Цицерон. О пределах блага и зла, II, 54.
С точки зрения Г. Симона моральная ответственность за события вокруг «Помпеева мира» в равной степени лежит на римском сенате. Исследовательница Н. Трухина отмечает ум, ловкость и общую незаурядность Квинта Помпея, но констатирует, что «узкокарьерные интересы» поглотили его энергию; в результате из него не получился крупный государственный деятель.

## В культуре
Квинт Помпей является одним из персонажей сериала Древний Рим: Расцвет и падение империи (эпизод «Революция»), где его играет Пол Брайтвелл.